# Clare Leighton

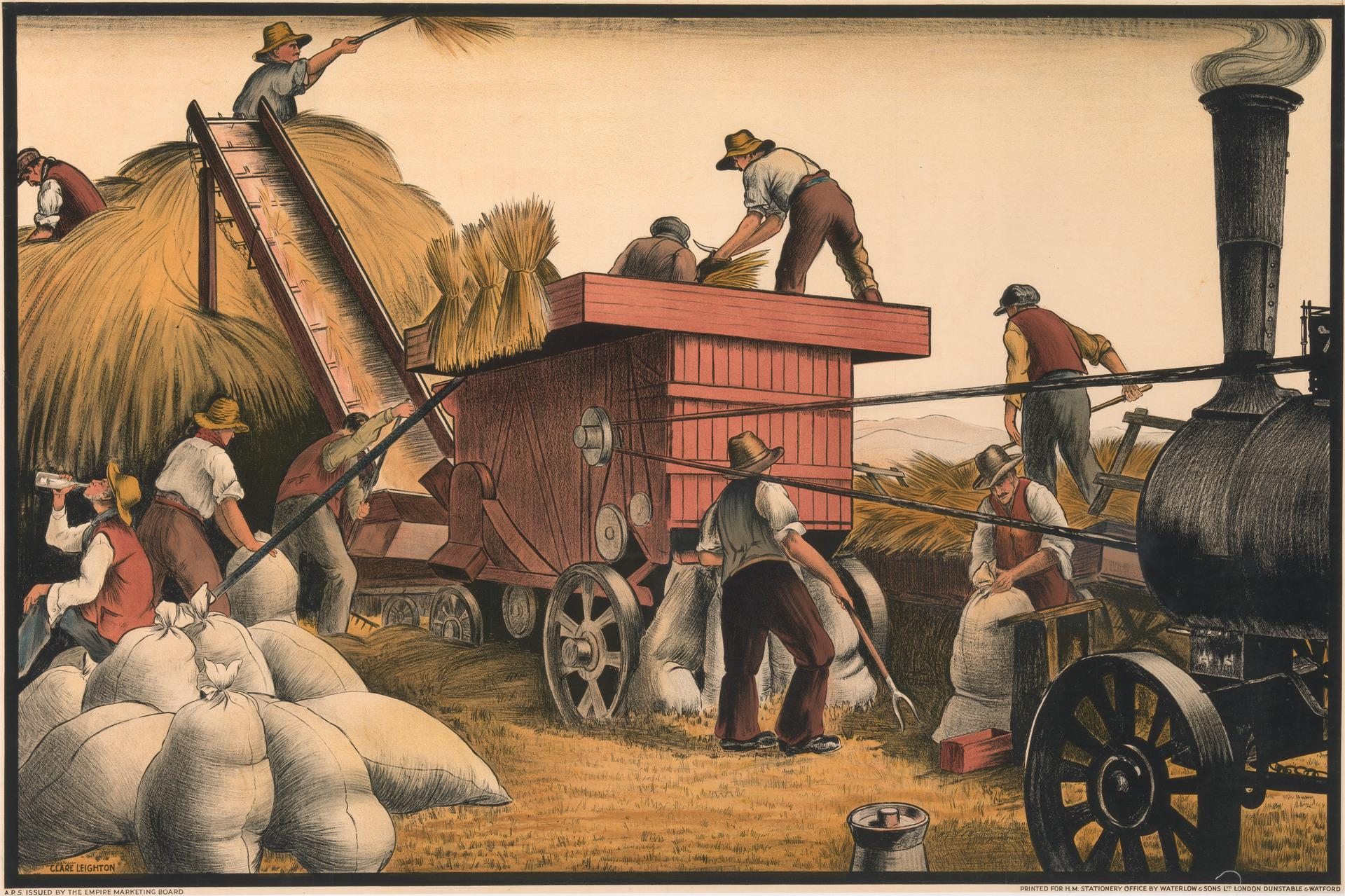
Clare Leighton: Harvest, entstanden zwischen 1926 und 1933; Lithografie auf Papier auf Leinwand montiert; 99,4 × 149,5 cm. Yale Center for British Art, New Haven, Connecticut

Clare Ellaline Hope Leighton (* 12. April 1898 in London; † 4. November 1989 in Woodbury, Connecticut) war eine britisch-amerikanische Holzstecherin, Lithografin, Buchillustratorin und Autorin. Sie gilt als zentrale Figur der Wiederbelebung des Holzstichs im 20. Jahrhundert in Großbritannien und den USA.

## Leben
Clare Leighton wurde in London als Tochter der Schriftsteller Marie Connor Leighton und Robert Leighton geboren. Sie studierte Kunst an der Brighton School of Art, an der Slade School of Fine Art bei Henry Tonks und an der Central School of Arts and Crafts bei Noel Rooke. Weitere wichtige Einflüsse erhielt sie von Eric Gill. Ihr Werk umfasst über 800 Holzschnitte und Illustrationen für mehr als 65 Bücher, von denen sie 14 selbst verfasst hat. Sie war die erste Frau, die ein Buch über die Technik des Holzschnitts schrieb. Ihr Stil zeichnet sich durch kräftige Linien und starke Hell-Dunkel-Kontraste aus, wobei sie häufig Motive aus der ländlichen Arbeitswelt darstellte. In den 1920er und 1930er Jahren entstanden zahlreiche Holzschnitte, die das ländliche Leben in Großbritannien, insbesondere in Bishop’s Stortford, aber auch in Frankreich, auf dem Balkan und in Nordamerika zeigen. Reisen mit ihrem Onkel Jack führten zu frühen Landschaftsstudien und Beobachtungen einfacher Menschen bei der Arbeit. Ihre Darstellungen verbanden soziale Themen mit künstlerischer Präzision und standen oft im Zusammenhang mit agrarpolitischen Debatten.
Ab 1929 reiste Clare Leighton regelmäßig in die USA, wo sie sich 1939 dauerhaft niederließ. Ihre Werke aus dieser Zeit zeigen unter anderem Eindrücke aus New York während der Großen Depression sowie Szenen aus der Fischerei in Neuengland. Besonders bekannt wurde die Serie Canadian Lumber Camp (1931), die das Leben der franko-kanadischen Holzfäller dokumentiert. Die großformatigen Holzschnitte dieser Serie zeichnen sich durch hohe technische Präzision und detailreiche Darstellung der Arbeitsabläufe im winterlichen Wald aus. Clare Leighton illustrierte Werke berühmter Autoren wie Thomas Hardy, Emily Brontë und H. M. Tomlinson. Für die Neuauflage von Hardys The Return of the Native bereiste sie dessen Heimat Dorset. Später arbeitete sie in den USA an literarischen Projekten wie einer Ausgabe von Under the Greenwood Tree (1939) und einer illustrierten Ausgabe der Frank C. Brown Collection of North Carolina Folklore (1952–1964), für die sie das ländliche Leben in North Carolina dokumentierte.
Neben Auftragsarbeiten schrieb Clare Leighton auch eigene Bücher, die sie selbst illustrierte. Zu ihren bekanntesten Werken zählen The Farmer’s Year (1933), Four Hedges (1935), Country Matters (1937) und Southern Harvest (1942). Diese Bücher verbinden Text und Bild zu einer einheitlichen Darstellung des ländlichen Lebens sowohl in England als auch im amerikanischen Süden und in Neuengland. Ihre Darstellungen betonen die Harmonie zwischen Mensch und Natur sowie die spirituelle und kulturelle Bedeutung der ländlichen Arbeit. In späteren Jahren widmete sie sich zunehmend religiös und naturphilosophisch inspirierten Themen. Ihre Illustrationen für Gedichtsammlungen wie The Earth is the Lord’s oder Imagination’s Other Place zeigen symbolische Darstellungen der Schöpfung und der Elemente. Clare Leighton starb 1989 in Woodbury, Connecticut, wo sie seit 1950 lebte. Ihr Werk wird heute als bedeutender Beitrag zur Kunst des Holzschnitts und zur Dokumentation ländlicher Kultur im 20. Jahrhundert gewürdigt.

## Werk
Clare Leighton hat über 800 Holzschnitte geschaffen und mehr als 65 Bücher illustriert, von denen sie 14 selbst verfasst hat. Ihre Arbeiten zeichnen sich durch eine kraftvolle Schwarz-Weiß-Ästhetik aus und thematisieren das Leben und die Arbeit einfacher Menschen, insbesondere in ländlichen Regionen. Außerdem entwarf sie zwölf Keramikteller für Wedgwood zum Thema New England Industries und gestaltete Kirchenfenster, unter anderem für die St. Paul’s Cathedral in Worcester, Massachusetts. Leightons Stil verbindet technische Präzision mit einem tiefen Einfühlungsvermögen in die dargestellten Personen und ihre Arbeit. Ihre Werke befinden sich in bedeutenden Sammlungen wie dem British Museum, dem Victoria and Albert Museum, dem Metropolitan Museum of Art und der Library of Congress.